# Nesomicrixia insularis
Nesomicrixia insularis är en insektsart som beskrevs av Synave 1958. Nesomicrixia insularis ingår i släktet Nesomicrixia och familjen Kinnaridae. Inga underarter finns listade i Catalogue of Life.